# Chemosphere

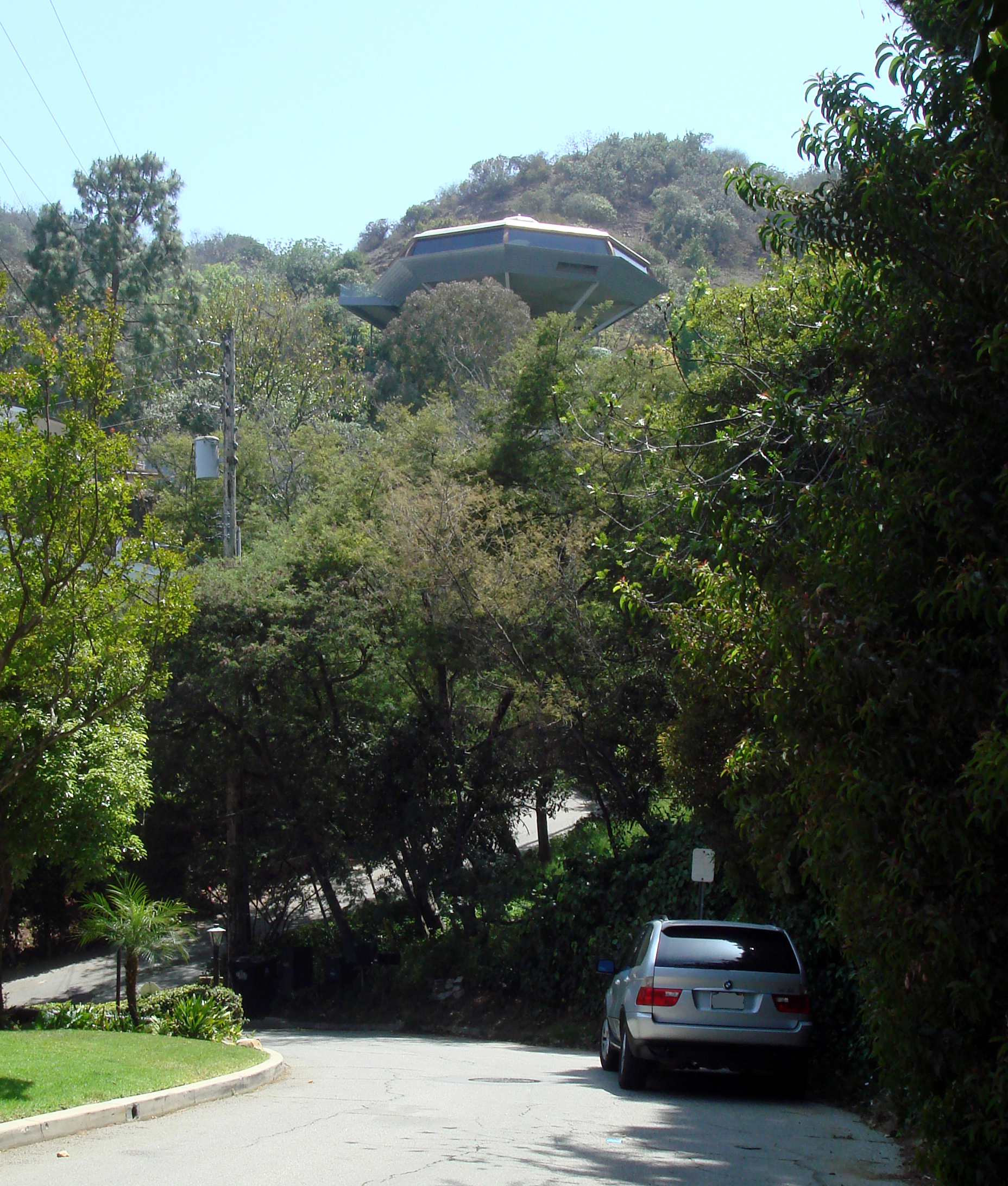
Chemosphere gezien vanop straatniveau: de oprijlaan daalt de heuvel af en is zichtbaar aan de onderzijde van de foto.

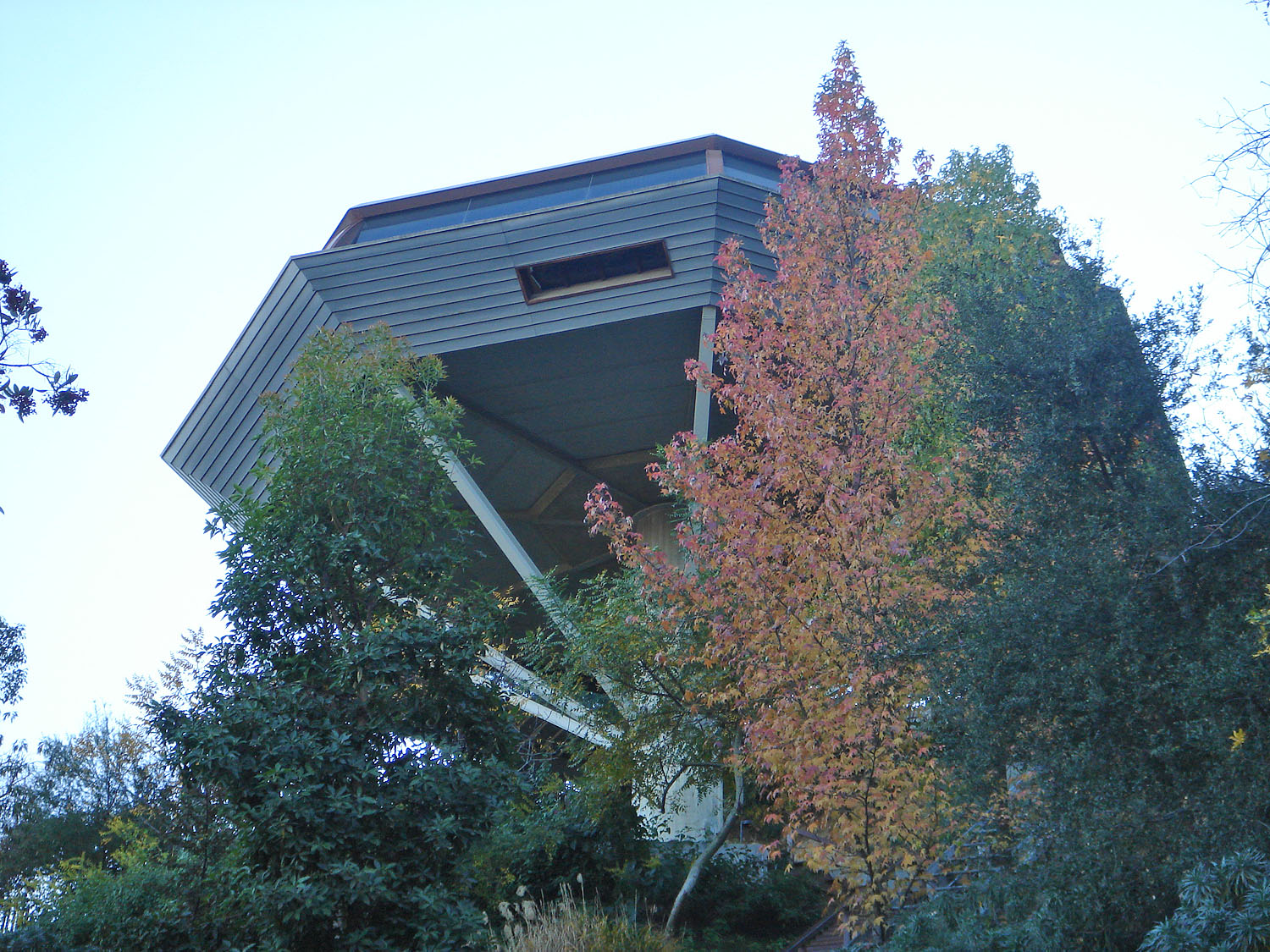
Chemosphere van onderaf gezien

De Chemosphere is innovatieve Modernistische octagonale villa van de Amerikaanse architect John Lautner. De woning werd gebouwd in de Hollywood Hills in Californië, op de heuvelflanken die uitkijken over de San Fernando Valley.
Het achthoekige gebouw heeft één verdieping en beslaat om en bij de 200 vierkante meter. Wellicht het meest opvallende kenmerk van deze woning is de bijna 9 meter hoge betonnen kolom die het gebouw draagt. Het perceel omvat immers een helling van 45 graden, waarvan de meeste mensen dachten dat deze onbebouwbaar was. Lautner loste dit euvel op door het hele gebouw op een kolom te plaatsen, van waaruit meerdere steunbalken ontspringen. Vanaf de weg is de voordeur bereikbaar met een kleine tandradlift.
Het gebouw werd ooit door de Encyclopædia Britannica uitgeroepen tot "het modernste huis in de wereld", en wordt vooral bewonderd omwille van de ingenieuze constructiemethode, het creatief gebruik van de voorwaarden die het terrein stelde, en de prachtige verfijnde interieur-afwerking.
Het huis, dat wel iets heeft van een ufo die boven de vallei zweeft, is uitgegroeid tot een monument in de architectuurscene van Los Angeles. Het werd als decor gebruikt voor Brian De Palma's film Body Double en komt voor in het computerspel Grand Theft Auto: San Andreas. In de film Charlie's Angels wordt een huis getoond dat sterk op Chemosphere geïnspireerd is.
Oorspronkelijk werd het huis bewoond door een jonge luchtvaart-ingenieur, Leonard Malin. In 1976 werd de tweede eigenaar van de woning, Dr. Richard Kuhn, dodelijk neergestoken tijdens een overval in de woning. De twee overvallers werden later gearresteerd en veroordeeld tot een levenslange gevangenisstraf. Na heel wat jaren leegstand en verwaarlozing, werd de woning uiteindelijk in 2000 gekocht door de Duitser Benedikt Taschen, eigenaar van de gelijknamige uitgeverij Taschen. De woning werd minutieus gerestaureerd onder leiding van de architecten Frank Escher en Ravi GuneWardena, en prijkt nu op een lijst van de 10 meest impressionante woningen in Los Angeles.
Het huis bevindt zich in een zijstraat van Mulholland Drive, op 7776 Torreyson Drive, Los Angeles.